# دردار فليني زائف
دردار فليني زائف (الاسم العلمي: Ulmus pseudosuberosa) هو نوع نباتي يتبع جنس الدردار من فصيلة الدردارية.